# Estadi de Brandywell
L'estadi de Brandywell (en gaèlic irlandès: Tobar an Fhíoruisce, en anglès: Brandywell Stadium) és un estadi municipal de Derry, a Irlanda del Nord, on es disputen partits de futbol i curses de llebrers. Actualment (2013) és usat pel Derry City FC i disposa d'una capacitat de 10.000 espectadors, 3.000 dels quals amb seient.

## Ubicació, característiques i història

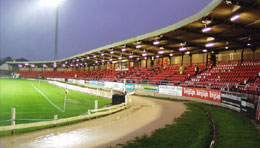
Nova graderia de l'Estadi de Brandywell

L'estadi està situat a la Lone Moor Road, al sud-oest de la zona Brandywell del Bogside, i comparteix la carretera amb un altre centre esportiu, el Celtic Park, seu de la Derry GAA. L'estadi, que està a poca distància del centre de la ciutat, és més comunament conegut simplement com el "Brandywell", i és on disputa els seus partits el club de futbol Derry City FC. Anteriorment era l'estadi on jugava el Derry Celtic FC. El conjunt del terreny, estadi inclòs, compta amb una àmplia zona de gespa per a entrenaments, una botiga del club, una casa amb oficines i taquilles del club, i places d'aparcament per a cotxes i autocars. El propietari legal de l'estadi és l'Ajuntament de Derry, però, que, sota llicència, permet al Derry City FC fer ús dels terrenys per als partits d'entrenament i el funcionament d'altres assumptes del club, com l'administració i el punt de venda.
Els plans del Derry City FC per adquirir un terreny de joc van fracassar després de la seva formació, a causa del l'escàs temps entre el seu naixement el 1928 i el començament de la temporada el 1929. Per la qual cosa, la "Londonderry Corporation" (ara coneguda com l'Ajuntament de Derry) es va postular perquè l'estadi de Brandywell acullís els seus partits, ja que fins a finals del segle xix s'hi jugava a futbol. Així va començar un vincle entre el club i el camp que ha sobreviscut fins als nostres dies. El club encara estan operant sota les restriccions de la The Honourable The Irish Society, societat irlandesa que declara a la seva carta de limitacions que l'estadi ha d'estar disponible per a la recreació de la comunitat. En conseqüència, el club no té propietat privada sobre el terreny de joc i, per tant, no pot desenvolupar la seva activitat en total autonomia, ja que la iniciativa recau en l'Ajuntament de Derry.
El primer partit del Derry City FC al Brandywell va ser contra el Glentoran FC el 22 d'agost de 1929. L'estadi ha estat amfitrió de molts partits notables, com la victòria del Derry City FC 1-0 contra l'IFK Göteborg, el 27 de juliol de 2006, a la primera ronda de classificació de la Copa de la UEFA. No obstant això, les instal·lacions actuals per espectadors i mitjans de comunicació no poden fer front a la demanda actual en alguns partits. El camp també va ser seu de la final de la Copa de la Lliga irlandesa de 2006 entre el Derry City FC i, un rival de Dublín, el Shelbourne FC. En aquella ocasió, l'equip local va guanyar el partit a la tanda de penals.
Des de la dècada de 1940, la Brandywell Greyhound Racing Company també té dret d'ús del camp. Axí com un lloc per a les curses de llebrers, l'estadi disposa d'una pista d'atletisme ovoidal que envolta el camp de futbol. Les dimensions del terreny de joc en si mesuren 111 metres de llarg per 72 metres d'ample. A causa de les regulacions de salut i seguretat de l'estadi, té una capacitat de 2.900 per a les competicions europees de futbol a càrrec de la UEFA, encara que pot acomodar a 8.200 en un dia de partit domèstic, incloent aquells que estan tant drets com asseguts.
Per un període de catorze anys, entre 1971 i 1985, només hi van tenir lloc curses de llebrers i competicions de futbol base, ja que tant la policia com la Lliga nord-irlandesa van imposar la prohibició que el Derry City FC utilitzés el seu estadi a causa dels disturbis que es generaven pel conflicte nord-irlandès. El Derry City FC va utilitzar el Coleraine Showgrounds enlloc, durant una sèrie de partits el setembre de 1971, abans de sortir completament de la Lliga irlandesa l'octubre de 1972, com a resultat de la insostenibilitat d'un acord d'aquest tipus. La zona que envolta l'estadi va ser considerada massa perillosa per la lliga nord-irlandesa durant la visita de certs equips contraris, especialment d'aquells que gaudien de suport dels unionistes en el si del conflicte entre les dues comunitats. L'any 1985, l'equip de Derry fou admès a la lliga irlandesa, un retorn molt benvingut entre els aficionats per haver-se recuperat el futbol d'alt nivell a l'estadi.
Inusualment, el Brandywell no sol tenir presència policial a l'interior durant els partits del Derry City FC, però el PSNI sí que té potestat per entrar a l'estadi en cas d'emergència.
L'Estadi Brandywell també acull les finals del torneig de la Copa Foyle.
El 2002, l'estadi va ser triat per la Radio Five Live de la BBC com el desè recinte esportiu favorit al Regne Unit.